# Spy-fiction
Spy-fiction, eller spy-fi, er en fiktionsgenre i stil med science fiction ("sci-fi"). Temaet er spionage og involerer ofte efterretninger og deres agenturer.
| Sprog og litteratur | Spire Denne artikel om litteratur er en spire som bør udbygges. Du er velkommen til at hjælpe Wikipedia ved at udvide den. |